# Cúp bóng đá châu Á 2023 (Bảng F)
Bảng F của Cúp bóng đá châu Á 2023 diễn ra từ ngày 16 đến 25 tháng 1 năm 2024. Bảng đấu bao gồm các đội Ả Rập Xê Út, Thái Lan, Kyrgyzstan và Oman. Hai đội đầu bảng là Ả Rập Xê Út và Thái Lan giành quyền vào vòng 16 đội.

## Các đội tuyển
| Vị trí bốc thăm | Đội tuyển   | Khu vực | Tư cách vượt qua vòng loại | Ngày vượt qua vòng loại | Tham dự chung kết | Tham dự cuối cùng | Thành tích tốt nhất lần trước | Bảng xếp hạng FIFA | Bảng xếp hạng FIFA |
| Vị trí bốc thăm | Đội tuyển   | Khu vực | Tư cách vượt qua vòng loại | Ngày vượt qua vòng loại | Tham dự chung kết | Tham dự cuối cùng | Thành tích tốt nhất lần trước | Tháng 4 năm 2023   | Tháng 12 năm 2023  |
| --------------- | ----------- | ------- | -------------------------- | ----------------------- | ----------------- | ----------------- | ----------------------------- | ------------------ | ------------------ |
| F1              | Ả Rập Xê Út | WAFF    | Nhất bảng D (Vòng 2)       | 15 tháng 6 năm 2021     | 11 lần            | 2019              | Vô địch (1984, 1988, 1996)    | 54                 | 56                 |
| F2              | Thái Lan    | AFF     | Nhì Bảng C (vòng 3)        | 14 tháng 6 năm 2022     | 8 lần             | 2007              | Hạng ba (1972)                | 114                | 113                |
| F3              | Kyrgyzstan  | CAFA    | Nhì Bảng F (vòng 3)        | 14 tháng 6 năm 2022     | 2 lần             | 2019              | Vòng 16 (2019)                | 96                 | 98                 |
| F4              | Oman        | WAFF    | Nhì bảng E (vòng 2)        | 15 tháng 6 năm 2021     | 5 lần             | 2019              | Vòng 16 (2019)                | 73                 | 74                 |

Ghi chú
1. ↑  Bảng xếp hạng của tháng 4 năm 2023 được áp dụng để xếp các nhóm hạt giống cho lễ buổi bốc thăm.

## Bảng xếp hạng
| VT | Đội         | ST | T | H | B | BT | BB | HS | Đ | Giành quyền tham dự                 |
| -- | ----------- | -- | - | - | - | -- | -- | -- | - | ----------------------------------- |
| 1  | Ả Rập Xê Út | 3  | 2 | 1 | 0 | 4  | 1  | +3 | 7 | Đi tiếp vào vòng đấu loại trực tiếp |
| 2  | Thái Lan    | 3  | 1 | 2 | 0 | 2  | 0  | +2 | 5 | Đi tiếp vào vòng đấu loại trực tiếp |
| 3  | Oman        | 3  | 0 | 2 | 1 | 2  | 3  | −1 | 2 |                                     |
| 4  | Kyrgyzstan  | 3  | 0 | 1 | 2 | 1  | 5  | −4 | 1 |                                     |

## Trận đấu

### Thái Lan vs Kyrgyzstan
| Thái Lan            | 2–0      | Kyrgyzstan |
| ------------------- | -------- | ---------- |
| - Supachai 26', 48' | Chi tiết |            |

| Thái Lan | Kyrgyzstan |

| GK               | 23 | Patiwat Khammai               |       |     |
| RB               | 17 | Pansa Hemviboon               |       |     |
| CB               | 12 | Nicholas Mickelson            | 81'   |     |
| CB               | 4  | Elias Dolah                   |       |     |
| LB               | 3  | Theerathon Bunmathan (c)      | 8'    |     |
| CM               | 25 | Peeradon Chamratsamee         |       | 46' |
| CM               | 18 | Weerathep Pomphan             |       |     |
| RW               | 7  | Supachok Sarachat             |       | 88' |
| AM               | 9  | Supachai Chaided              |       | 78' |
| LW               | 11 | Bordin Phala                  |       | 69' |
| CF               | 9  | Suphanat Mueanta              |       | 69' |
| Thay người:      |    |                               |       |     |
| MF               | 6  | Sarach Yooyen                 |       | 46' |
| MF               | 19 | Pathompol Charoenrattanapirom |       | 69' |
| MF               | 13 | Jaroensak Wonggorn            | 90‎+‎7' | 69' |
| FW               | 15 | Teerasak Poeiphimai           |       | 78' |
| MF               | 24 | Worachit Kanitsribampen       |       | 88' |
| Huấn luyện viên: |    |                               |       |     |
| Masatada Ishii   |    |                               |       |     |

| GK               | 1  | Erzhan Tokotayev       |       |     |
| RB               | 18 | Kayrat Zhyrgalbek uulu |       |     |
| CB               | 3  | Tamirlan Kozubaev (c)  |       |     |
| CB               | 5  | Ayzar Akmatov          |       | 75' |
| LB               | 11 | Bekzhan Sagynbayev     |       |     |
| RM               | 15 | Kai Merk               |       | 54' |
| CM               | 12 | Odilzhon Abdurakhmanov |       |     |
| CM               | 20 | Bakhtiyar Duyshobekov  |       | 46' |
| LM               | 10 | Gulzhigit Alykulov     | 21'   | 69' |
| CF               | 7  | Joel Kojo              |       | 69' |
| CF               | 24 | Kimi Merk              |       |     |
| Thay người:      |    |                        |       |     |
| MF               | 21 | Farkhat Musabekov      |       | 46' |
| DF               | 2  | Khristiyan Brauzman    |       | 54' |
| FW               | 9  | Ernist Batyrkanov      | 90‎+‎3‎' | 69' |
| MF               | 19 | Beknaz Almazbekov      |       | 69' |
| DF               | 17 | Suyuntbek Mamyraliev   |       | 75' |
| Huấn luyện viên: |    |                        |       |     |
| Štefan Tarkovič  |    |                        |       |     |

| Cầu thủ xuất sắc của trận đấu: Patiwat Khammai (Thái Lan) Trợ lý trọng tài: Mohammad Al-Kalaf (Jordan) Ahmad Al-Roalle (Jordan) Trọng tài thứ tư: Kim Hee-gon (Hàn Quốc) Trợ lý trọng tài dự bị: Ahmad Al-Ali (Kuwait) Trợ lý trọng tài video: Adel Al-Naqbi (UAE) Trợ lý của trọng tài VAR: Hasan Al-Mahri (UAE) Ahmad Al-Ali (Kuwait) Trợ lý trọng tài dự bị của trọng tài VAR: Ismail Al-Hafi (Jordan) |

### Ả Rập Xê Út vs Oman
| Ả Rập Xê Út                      | 2–1      | Oman                 |
| -------------------------------- | -------- | -------------------- |
| - Ghareeb 78' - Al-Bulaihi 90+6' | Chi tiết | - Al-Yahyaei 14' (p) |

| Ả Rập Xê Út | Oman |

| GK               | 22 | Ahmed Al-Kassar      |     |     |
| CB               | 17 | Hassan Al-Tambakti   | 13' |     |
| CB               | 4  | Ali Lajami           |     |     |
| CB               | 5  | Ali Al-Bulaihi       |     |     |
| RM               | 12 | Saud Abdulhamid      |     |     |
| CM               | 15 | Abdullah Al-Khaibari |     | 75‎' |
| CM               | 16 | Sami Al-Najei        |     | 63' |
| CM               | 23 | Mohamed Kanno        |     | 83' |
| LM               | 24 | Nasser Al-Dawsari    |     |     |
| CF               | 11 | Saleh Al-Shehri      |     | 75‎' |
| CF               | 10 | Salem Al-Dawsari (c) |     | 83' |
| Thay người:      |    |                      |     |     |
| FW               | 20 | Abdullah Radif       |     | 63' |
| MF               | 18 | Abdulrahman Ghareeb  |     | 75‎' |
| MF               | 7  | Mukhtar Ali          |     | 75‎' |
| MF               | 26 | Faisal Al-Ghamdi     |     | 83' |
| FW               | 9  | Firas Al-Buraikan    |     | 83' |
| Huấn luyện viên: |    |                      |     |     |
| Roberto Mancini  |    |                      |     |     |

| GK               | 1  | Ibrahim Al-Mukhaini      |  |     |     |
| RB               | 4  | Arshad Al-Alawi          |  |     |     |
| CB               | 16 | Khalid Al-Braiki         |  |     |     |
| CB               | 6  | Ahmed Al-Khamisi         |  | 46' |     |
| LB               | 14 | Ahmed Al-Kaabi           |  |     |     |
| DM               | 23 | Harib Al-Saadi (c)       |  |     |     |
| CM               | 10 | Jameel Al-Yahmadi        |  |     |     |
| CM               | 12 | Abdullah Fawaz           |  | 73' |     |
| AM               | 20 | Salaah Al-Yahyaei        |  | 78' |     |
| CF               | 7  | Issam Al-Sabhi           |  | 46' |     |
| CF               | 11 | Muhsen Al-Ghassani       |  | 73' |     |
| Thay người:      |    |                          |  |     |     |
| MF               | 13 | Mataz Saleh              |  | 46' |     |
| MF               | 24 | Tamim Al-Balushi         |  | 73' | 87' |
| FW               | 26 | Abdulrahman Al-Mushaifri |  | 73' |     |
| MF               | 3  | Fahmi Durbin             |  | 78' |     |
| DF               | 17 | Ali Al-Busaidi           |  | 87' |     |
| Huấn luyện viên: |    |                          |  |     |     |
| Branko Ivanković |    |                          |  |     |     |

| Cầu thủ xuất sắc của trận đấu: Trợ lý trọng tài: Anton Shchetinin (Úc) Ashley Beecham (Úc) Trọng tài thứ tư: Abdullah Jamali (Kuwait) Trợ lý trọng tài dự bị: Yoshimi Yamashita (Nhật Bản) Trợ lý trọng tài video: Kate Jacewicz (Úc) Trợ lý của trọng tài VAR: Jumpei Iida (Nhật Bản) Yoshimi Yamashita (Nhật Bản) Trợ lý trọng tài dự bị của trọng tài VAR: Cao Yi (Trung Quốc) |

### Oman vs Thái Lan
| Oman | 0–0      | Thái Lan |
| ---- | -------- | -------- |
|      | Chi tiết |          |

| Oman | Thái Lan |

| GK                      | 1  | Ibrahim Al-Mukhaini      |  |       |
| RB                      | 14 | Ahmed Al-Kaabi           |  |       |
| CB                      | 6  | Ahmed Al-Khamisi         |  |       |
| CB                      | 16 | Khalid Al-Braiki         |  |       |
| LB                      | 4  | Arshad Al-Alawi          |  | 67'   |
| RM                      | 12 | Abdullah Fawaz           |  | 67'   |
| CM                      | 23 | Harib Al-Saadi (c)       |  |       |
| LM                      | 10 | Jameel Al-Yahmadi        |  |       |
| AM                      | 20 | Salaah Al-Yahyaei        |  |       |
| CF                      | 11 | Muhsen Al-Ghassani       |  | 90+1' |
| CF                      | 7  | Issam Al-Sabhi           |  | 81'   |
| Thay người:             |    |                          |  |       |
| FW                      | 26 | Abdulrahman Al-Mushaifri |  | 67'   |
| FW                      | 8  | Zahir Al-Aghbari         |  | 67'   |
| MF                      | 9  | Omar Al-Malki            |  | 81'   |
| FW                      | 25 | Abdullah Al-Mushaifri    |  | 90+1' |
| Huấn luyện viên trưởng: |    |                          |  |       |
| Branko Ivanković        |    |                          |  |       |

| GK                      | 23 | Patiwat Khammai               |     |     |
| RB                      | 12 | Nicholas Mickelson            |     |     |
| CB                      | 4  | Elias Dolah                   |     |     |
| CB                      | 17 | Pansa Hemviboon               |     |     |
| LB                      | 3  | Theerathon Bunmathan (c)      | 57' |     |
| DM                      | 25 | Peeradon Chamratsamee         |     | 90' |
| DM                      | 18 | Weerathep Pomphan             |     | 86' |
| RWF                     | 10 | Suphanat Mueanta              |     | 86' |
| AM                      | 7  | Supachok Sarachat             |     |     |
| LWF                     | 11 | Bordin Phala                  |     | 71' |
| CF                      | 9  | Supachai Chaided              |     |     |
| Thay người:             |    |                               |     |     |
| MF                      | 13 | Jaroensak Wonggorn            |     | 71' |
| MF                      | 19 | Pathompol Charoenrattanapirom |     | 86' |
| DF                      | 21 | Suphanan Bureerat             |     | 86' |
| MF                      | 6  | Sarach Yooyen                 |     | 90' |
| Huấn luyện viên trưởng: |    |                               |     |     |
| Ishii Masatada          |    |                               |     |     |

| Cầu thủ xuất sắc của trận đấu: Salaah Al-Yahyaei (Oman) Trợ lý trọng tài: Saeid Ghasemi (Iran) Alireza Ildorom (Iran) Trọng tài thứ tư: Alireza Faghani (Úc) Trợ lý trọng tài dự bị: Abdul Hannan Bin Abdul Hasim (Singapore) Trợ lý trọng tài video: Mohammed Abdulla Hassan Mohamed (UAE) Trợ lý của trọng tài VAR: Muhammad Taqi (Singapore) |

### Kyrgyzstan vs Ả Rập Xê Út
| Kyrgyzstan | 0–2      | Ả Rập Xê Út                 |
| ---------- | -------- | --------------------------- |
|            | Chi tiết | - Kanno 35' - Al-Ghamdi 84' |

| Kyrgyzstan | Ả Rập Xê Út |

| GK                      | 1  | Erzhan Tokotayev           |     |     |
| RB                      | 14 | Aleksandr Mishchenko       | 42' |     |
| RCB                     | 3  | Tamirlan Kozubaev          |     |     |
| CB                      | 5  | Ayzar Akmatov              | 9'  |     |
| LCB                     | 2  | Khristiyan Brauzman        | 22' |     |
| LB                      | 11 | Bekzhan Sagynbayev         |     | 87' |
| RM                      | 10 | Gulzhigit Alykulov         |     | 64' |
| CM                      | 24 | Kimi Merk                  | 52' |     |
| CM                      | 12 | Odilzhon Abdurakhmanov     |     | 72' |
| LM                      | 18 | Kayrat Zhyrgalbek uulu (c) |     | 72' |
| CF                      | 9  | Ernist Batyrkanov          |     | 64' |
| Thay người:             |    |                            |     |     |
| DF                      | 20 | Bakhtiyar Duyshobekov      |     | 64' |
| MF                      | 23 | Nurdoolot Stalbekov        |     | 64' |
| MF                      | 15 | Kai Merk                   |     | 72' |
| MF                      | 4  | Adil Kadyrzhanov           |     | 72' |
| DF                      | 6  | Amantur Shamurzaev         |     | 87' |
| Huấn luyện viên trưởng: |    |                            |     |     |
| Štefan Tarkovič         |    |                            |     |     |

| GK                      | 22 | Ahmed Al-Kassar      |     |     |
| RB                      | 17 | Hassan Al-Tambakti   |     | 54' |
| CB                      | 4  | Ali Lajami           |     |     |
| LB                      | 5  | Ali Al-Bulaihi       |     |     |
| RM                      | 12 | Saud Abdulhamid      |     |     |
| RCM                     | 16 | Sami Al-Najei        |     | 65' |
| CM                      | 8  | Abdulellah Al-Malki  |     | 77' |
| LCM                     | 23 | Mohamed Kanno        |     |     |
| LM                      | 25 | Mohammed Al-Breik    |     |     |
| CF                      | 9  | Firas Al-Buraikan    |     | 77' |
| CF                      | 10 | Salem Al-Dawsari (c) |     | 64' |
| Thay người:             |    |                      |     |     |
| FW                      | 11 | Saleh Al-Shehri      | 63' | 54' |
| MF                      | 18 | Abdulrahman Ghareeb  |     | 64' |
| FW                      | 20 | Abdullah Radif       |     | 65' |
| MF                      | 7  | Mukhtar Ali          |     | 77' |
| MF                      | 26 | Faisal Al-Ghamdi     |     | 77' |
| Huấn luyện viên trưởng: |    |                      |     |     |
| Roberto Mancini         |    |                      |     |     |

| Cầu thủ xuất sắc của trận đấu: Saud Abdulhamid (Ả Rập Xê Út) Trợ lý trọng tài: Mihara Jun (Nhật Bản) Takagi Takumi (Nhật Bản) Trọng tài thứ tư: Mã Ninh (Trung Quốc) Trợ lý trọng tài dự bị: Chu Phi (Trung Quốc) Trợ lý trọng tài video: Phó Minh (Trung Quốc) Trợ lý của trọng tài VAR: Araki Yusuke (Nhật Bản) |

### Ả Rập Xê Út vs Thái Lan
| Ả Rập Xê Út | 0–0      | Thái Lan |
| ----------- | -------- | -------- |
|             | Chi tiết |          |

| Ả Rập Xê Út | Thái Lan |

| GK               | 21 | Raghed Al-Najjar     |     |     |
| RB               | 13 | Hassan Kadesh        |     | 64' |
| CB               | 3  | Awn Al-Saluli        |     |     |
| LB               | 5  | Ali Al-Bulaihi       |     |     |
| RM               | 2  | Fawaz Al-Sqoor       |     | 79' |
| CM               | 26 | Faisal Al-Ghamdi     |     | 64' |
| CM               | 15 | Abdullah Al-Khaibari |     |     |
| LM               | 7  | Mukhtar Ali          |     | 87' |
| RF               | 18 | Abdulrahman Ghareeb  | 35' |     |
| CF               | 20 | Abdullah Radif       |     | 64' |
| LF               | 10 | Salem Al-Dawsari (c) |     |     |
| Thay người:      |    |                      |     |     |
| MF               | 24 | Nasser Al-Dawsari    |     | 64' |
| DF               | 25 | Mohammed Al-Breik    |     | 64' |
| FW               | 14 | Talal Haji           |     | 64' |
| MF               | 23 | Mohamed Kanno        |     | 79' |
| FW               | 11 | Saleh Al-Shehri      |     | 87' |
| Huấn luyện viên: |    |                      |     |     |
| Roberto Mancini  |    |                      |     |     |

| GK               | 20 | Saranon Anuin                 |  |     |
| RB               | 26 | Suphan Thongsong              |  |     |
| CB               | 21 | Suphanan Bureerat             |  |     |
| CB               | 16 | Jakkapan Praisuwan            |  |     |
| LB               | 2  | Santiphap Channgom            |  |     |
| DM               | 6  | Sarach Yooyen (c)             |  |     |
| DM               | 24 | Worachit Kanitsribampen       |  | 74' |
| RW               | 13 | Jaroensak Wonggorn            |  | 88' |
| AM               | 5  | Kritsada Kaman                |  | 65' |
| LW               | 19 | Pathompol Charoenrattanapirom |  | 88' |
| CF               | 15 | Teerasak Poeiphimai           |  | 74' |
| Thay người:      |    |                               |  |     |
| MF               | 18 | Weerathep Pomphan             |  | 65' |
| FW               | 9  | Supachai Chaided              |  | 74' |
| MF               | 25 | Peeradon Chamratsamee         |  | 74' |
| MF               | 14 | Rungrath Poomchantuek         |  | 88' |
| MF               | 22 | Channarong Promsrikaew        |  | 88' |
| Huấn luyện viên: |    |                               |  |     |
| Masatada Ishii   |    |                               |  |     |

| Cầu thủ xuất sắc của trận đấu: Saranon Anuin (Thái Lan) Trợ lý trọng tài: Yoon Jae-yeol (Hàn Quốc) Park Sang-jun (Hàn Quốc) Trọng tài thứ tư: Ilgiz Tantashev (Uzbekistan) Trợ lý trọng tài dự bị: Timur Gaynullin (Uzbekistan) Trợ lý trọng tài video: Kim Jong-hyeok (Hàn Quốc) Trợ lý của trọng tài VAR: Ko Hyung-jin (Hàn Quốc) |

### Kyrgyzstan vs Oman
| Kyrgyzstan | 1–1      | Oman        |
| ---------- | -------- | ----------- |
| - Kojo 80' | Chi tiết | - Muhsen 8' |

| Kyrgyzstan | Oman |

| GK               | 1  | Erzhan Tokotayev       |     |       |
| CB               | 2  | Khristiyan Brauzman    |     |       |
| CB               | 3  | Tamirlan Kozubaev (c)  |     |       |
| CB               | 17 | Suyuntbek Mamyraliev   |     | 46'   |
| RM               | 14 | Aleksandr Mishchenko   |     | 88'   |
| CM               | 20 | Bakhtiyar Duyshobekov  |     |       |
| CM               | 12 | Odilzhon Abdurakhmanov |     |       |
| LM               | 10 | Gulzhigit Alykulov     | 43' | 46'   |
| AM               | 21 | Farkhat Musabekov      |     | 88'   |
| CF               | 9  | Ernist Batyrkanov      |     | 90‎+‎1' |
| CF               | 7  | Joel Kojo              |     |       |
| Thay người:      |    |                        |     |       |
| MF               | 15 | Kai Merk               |     | 46'   |
| MF               | 19 | Beknaz Almazbekov      | 78' | 46'   |
| MF               | 4  | Adil Kadyrzhanov       |     | 88'   |
| DF               | 6  | Amantur Shamurzaev     |     | 88'   |
| MF               | 23 | Nurdoolot Stalbekov    |     | 90‎+‎1' |
| Huấn luyện viên: |    |                        |     |       |
| Štefan Tarkovič  |    |                        |     |       |

| GK               | 1  | Ibrahim Al-Mukhaini      |       |     |
| RB               | 4  | Arshad Al-Alawi          |       | 89' |
| CB               | 16 | Khalid Al-Braiki         |       |     |
| CB               | 6  | Ahmed Al-Khamisi         | 4'    | 31' |
| LB               | 14 | Ahmed Al-Kaabi           |       |     |
| CM               | 10 | Jameel Al-Yahmadi        | 90‎+‎2' |     |
| CM               | 23 | Harib Al-Saadi (c)       |       |     |
| CM               | 12 | Abdullah Fawaz           |       | 67' |
| AM               | 20 | Salaah Al-Yahyaei        |       |     |
| CF               | 26 | Abdulrahman Al-Mushaifri |       |     |
| CF               | 11 | Muhsen Al-Ghassani       |       |     |
| Thay người:      |    |                          |       |     |
| MF               | 3  | Fahmi Durbin             |       | 31' |
| FW               | 7  | Issam Al-Sabhi           |       | 67' |
| FW               | 8  | Zahir Al-Aghbari         |       | 67' |
| FW               | 25 | Abdullah Al-Mushaifri    |       | 89' |
| Huấn luyện viên: |    |                          |       |     |
| Branko Ivanković |    |                          |       |     |

| Cầu thủ xuất sắc của trận đấu: Salaah Al-Yahyaei (Oman) Trợ lý trọng tài: Abdulhadi Al-Anezi (Kuwait) Ahmad Abbas (Kuwait) Trọng tài thứ tư: Adham Makhadmeh (Jordan) Trợ lý trọng tài dự bị: Mohammad Al-Kalaf (Jordan) Trợ lý trọng tài video: Abdullah Jamali (Kuwait) Trợ lý của trọng tài VAR: Shaun Evans (Úc) |

## Kỷ luật của bảng đấu
Điểm kỷ luật sẽ được sử dụng làm điểm hòa nếu thành tích chung cuộc và thành tích đối đầu của các đội bằng nhau. Số thẻ này được tính dựa trên số thẻ vàng và thẻ đỏ nhận được trong tất cả các trận đấu vòng bảng như sau:
- thẻ vàng thứ nhất: trừ 1 điểm;
- thẻ đỏ gián tiếp (thẻ vàng thứ hai): trừ 3 điểm;
- thẻ đỏ trực tiếp: trừ 4 điểm;
- thẻ vàng và thẻ đỏ trực tiếp: trừ 5 điểm;

Chỉ một trong số các khoản khấu trừ trên có thể được áp dụng cho một cầu thủ trong một trận đấu duy nhất.
| Đội tuyển   | Trận 1   | Trận 1                                    | Trận 1 | Trận 1            | Trận 2   | Trận 2                                    | Trận 2 | Trận 2            | Trận 3   | Trận 3                                    | Trận 3 | Trận 3            | Điểm |
| Đội tuyển   | Thẻ vàng | Thẻ vàng · Thẻ vàng-đỏ (thẻ đỏ gián tiếp) | Thẻ đỏ | Thẻ vàng · Thẻ đỏ | Thẻ vàng | Thẻ vàng · Thẻ vàng-đỏ (thẻ đỏ gián tiếp) | Thẻ đỏ | Thẻ vàng · Thẻ đỏ | Thẻ vàng | Thẻ vàng · Thẻ vàng-đỏ (thẻ đỏ gián tiếp) | Thẻ đỏ | Thẻ vàng · Thẻ đỏ | Điểm |
| ----------- | -------- | ----------------------------------------- | ------ | ----------------- | -------- | ----------------------------------------- | ------ | ----------------- | -------- | ----------------------------------------- | ------ | ----------------- | ---- |
| Oman        |          |                                           |        |                   |          |                                           |        |                   | 2        |                                           |        |                   | –2   |
| Ả Rập Xê Út | 1        |                                           |        |                   | 1        |                                           |        |                   | 1        |                                           |        |                   | –3   |
| Thái Lan    | 3        |                                           |        |                   | 1        |                                           |        |                   |          |                                           |        |                   | –4   |
| Kyrgyzstan  | 2        |                                           |        |                   | 2        |                                           | 2      |                   | 2        |                                           |        |                   | –12  |